# Na Pańskie
Na Pańskie – część wsi Przeginia w Polsce, położona w województwie małopolskim, w powiecie krakowskim, w gminie Jerzmanowice-Przeginia.
W latach 1975–1998 Na Pańskie administracyjnie należało do województwa krakowskiego.